# Horná Lehota
Horná Lehota es un municipio del distrito de Brezno en la región de Banská Bystrica, Eslovaquia, con una población estimada a final del año 2024 de 559 habitantes.
Se encuentra ubicado al noreste de la región, cerca del curso alto del río Hron —un afluente izquierdo del Danubio— y de la frontera con las regiones de Žilina y Prešov.

## Demografía
| Año        | 1994 | 2004     | 2014    | 2024    |
| ---------- | ---- | -------- | ------- | ------- |
| Población  | 647  | 562      | 596     | 559     |
| Diferencia |      | −13,13 % | +6,04 % | −6,20 % |

| Año        | 2023 | 2024    |
| ---------- | ---- | ------- |
| Población  | 571  | 559     |
| Diferencia |      | −2,10 % |